# Ernst & Young Plaza
Ernst & Young Plaza è un grattacielo di Los Angeles, negli Stati Uniti. È stato completato nel 1985, ha 41 piani ed è il diciassettesimo grattacielo più alto della città.